# Sotiris René Sidiropoulos
Sotiris René Sidiropoulos (1977 i Paris) er en fransk kunstmaler og billedhugger.
Hans første undervisninger i kunsten fik han af sin far og blev oplært i den byzantinske ikontradition. Dernæst studerede Sidiropoulos på Académie de la Grande Chaumière i Paris. Han har gennemført studierejser til bl.a. Istanbul, Kappadokien, Jerusalem, Rom og Pergamon.
Han fortsatte sine studier hos Philopoemen Constantinidi (kaldet Caracosta), og billedhuggeren Costas Valsamis og dennes hustru Zoe Valsamis.
Han lader sig ofte inspirere af teater og opera og har også malet portrætter, ballerinaer, tyrefægtningsscener mm.

## Værker
- Ikon af Salige Fader Pio, Vatikanstaten, Rom, Italien
- Ikon af Salige Fader Charles de Foucauld, Vatikanstaten
- Ikon af Salige Moder Teresa, Vatikanstaten
- Portræt af Hans Hellighed pave Benedikt XVI, Vatikanstaten
- Portræt af Dronning Sofia af Spanien, Palacio de la Zarzuela, Madrid, Spanien
- Maleri af Sankt Maria og Jesusbarnet, Museo Nacional de Bellas Artes i Havana, Cuba